# وزارة العدل (أرمينيا)
وزارة العدل أرمينيا (بالأرمنية: Հայաստանի արդարադատության նախարարություն)‏ هي وكالة حكومية أرمينية تمتلك السلطة التنفيذية وتنفيذ سياسات حكومة أرمينيا في القطاعات التي ترتبط ارتباطا وثيقا مع القوانين واللوائح. تشرف الوزارة على عمليات الوكالات التالية:
- خدمة الإنفاذ الإجباري
- خدمة السجون
- دائرة مراقبة السلوك

تأسست الوزارة في عام 1920 في ظل حكومة الجمهورية الاشتراكية السوفياتية الأرمنية المشكلة حديثا.

## التاريخ
في عام 1920، أسست اللجنة الثورية لجمهورية أرمينيا الاشتراكية السوفياتية مفوضية الشعب للعدل، والتي بدأت بالسيطرة على مكتب المدعي العام الأرمني في ديسمبر 1923. كان الحزب الشيوعي لأرمينيا نشطًا في الفترة من 1930 إلى 1933، وخلال السنوات الثلاث، النظام القضائي من أرمينيا كان يدار من قبل المدعي العام للاتحاد السوفيتي والمحكمة العليا في الاتحاد السوفياتي. وفي عام 1936، تم فصل مكتب المدعي العام وهيئات التحقيق عن محكمة الشعب، وتمت إعادة تنظيم مفوضية الشعب إلى وزارة العدل.أعيد تأسيس وزارة العدل في جمهورية أرمينيا الاشتراكية السوفياتية وأصبحت مقدمة لوزارة العدل في أرمينيا التي تأسست في عام 1991، في أعقاب زوال الاتحاد السوفياتي.